# Eva Bosáková
Eva Bosáková (Mladá Boleslav, 18 de dezembro de 1931 — Praga, 10 de janeiro de 1991) foi uma ex-ginasta tcheca que competiu em provas de ginástica artística, representando a extinta Tchecoslováquia.
Eva fez parte da equipe tcheca que disputou os Jogos Olímpicos de Helsinque, em 1952; os Jogos Olímpicos de Melbourne, em 1956, e dos Jogos Olímpicos de Roma, em 1960, Itália. Dentre seus maiores êxitos, estão quatro medalhas olímpicas, sendo uma de ouro. Em Campeonatos Mundiais, são onze conquistas; duas de ouro.

## Carreira
Iniciando no desporto por influência do pai,- ginasta que disputou as Olimpíadas de Berlim, em 1936, Eva conheceu o esporte aos quinze anos. Em 1948, aos dezessete anos, entrou para a equipe nacional. Sua primeira aparição olímpica, deu-se quatro anos depois, nos Jogos Olímpicos de Helsinque. Neles, foi medalhista de bronze na prova coletiva, e 14ª ginasta ranqueada no geral. Dois anos depois, competindo no Mundial de Roma, foi medalhista de prata na disputa do concurso geral, do solo e na trave e bronze por equipes.
Em 1956, em sua segunda aparição olímpica, nos Jogos Olímpicos de Melbourne, conquistou a medalha de prata na disputa da trave, superada pela húngara Ágnes Keleti. Em 1957, na disputa do Europeu de Bucareste, conquistou duas medalhas de bronze; nas barras assimétricas e no solo, em ambas provas a soviética Larissa Latynina foi ouro, e a romena Elena Teodorescu foi prata. No ano posterior, em mais uma edição do Mundial, realizada em Moscou, Eva conquistou quatro medalhas: ouro nos exercícios de solo, e prata na prova coletiva, no geral e nas barras, superada novamente por Latynina. Em 1959, participou do Campeonato Europeu de Cracóvia, conquistando a medalha de bronze na disputa do solo. No ano posterior, disputou sua terceira participação olímpica, nos Jogos Olímpicos de Roma. Nele, conquistou a medalha de prata na prova coletiva, superada pela equipe soviética. Na disputa individual, conquistou o ouro na prova da trave; as soviéticas Larissa Latynina e Sofia Muratova, completaram o pódio dessa edição olímpica. Em 1961, disputando o Europeu de Leipzig, só terminou na quinta colocação na trave. Em 1962, a ginasta participou do Mundial de Praga. Nele, terminou com o ouro na trave, e duas medalhas de prata; por equipes e nas barras assimétricas.
Após a realização do evento, Eva anunciou sua aposentadoria do desporto, continuando envolvida no desporto. Técnica do desporto, passou a treinar a equipe tcheca juvenil, tornando-se membro do Czechoslovak Song and Dance Ensemble.
Bosáková passou os últimos anos de sua vida na cidade de Praga, República Tcheca. A ex-ginasta faleceu em 10 de janeiro de 1991, aos 60 anos de idade, em decorrências de causas não divulgadas.

## Principais resultados
| Ano  | Evento                                    | AA               | Equipe            | Salto sobre o cavalo | Trave            | Barras assimétricas | Solo              |
| ---- | ----------------------------------------- | ---------------- | ----------------- | -------------------- | ---------------- | ------------------- | ----------------- |
| 1952 | Jogos Olímpicos                           | 14º              | Medalha de bronze |                      |                  |                     |                   |
| 1954 | Campeonato Mundial de Ginástica Artística | Medalha de prata | Medalha de bronze |                      | Medalha de prata |                     | Medalha de prata  |
| 1956 | Jogos Olímpicos                           |                  |                   |                      | Medalha de prata |                     |                   |
| 1957 | Campeonato Europeu                        |                  |                   |                      |                  | Medalha de bronze   | Medalha de bronze |
| 1958 | Campeonato Mundial de Ginástica Artística | Medalha de prata | Medalha de prata  |                      |                  | Medalha de prata    | Medalha de ouro   |
| 1959 | Campeonato Europeu                        |                  |                   |                      |                  |                     | Medalha de bronze |
| 1960 | Jogos Olímpicos                           |                  | Medalha de prata  |                      | Medalha de ouro  |                     |                   |
| 1961 | Campeonato Europeu                        | 10º              |                   |                      | 4º               |                     |                   |
| 1962 | Campeonato Mundial de Ginástica Artística |                  | Medalha de prata  |                      | Medalha de ouro  | Medalha de prata    |                   |